# 岡部站
岡部站（日语：／ Okabe eki */?）是東日本旅客鐵道（JR東日本）和日本貨物鐵道（JR貨物）的鐵路車站，位於埼玉縣深谷市岡。

## 車站結構
本站是有站員駐守的地面車站。車站月台採島式月台2面4線設計，其中只有1、3號月台由定期客運列車使用，而2、4號月台現時只有貨運列車使用。

### 月台配置
| 月台 | 路線    | 方向 | 目的地                                                      | 備註                                                                         |
| ---- | ------- | ---- | ----------------------------------------------------------- | ---------------------------------------------------------------------------- |
| 1、2 | ■高崎線 | 上行 | 大宮、東京、新宿、橫濱方向 （包括■湘南新宿線、■上野東京線） | 湘南新宿線的列車自大船站起 上野東京線的列車經上野站自東京站起 直通至東海道線 |
| 3、4 | ■高崎線 | 下行 | 高崎、前橋方向                                              |                                                                              |

（來源：JR東日本:車站構內圖 （页面存档备份，存于））

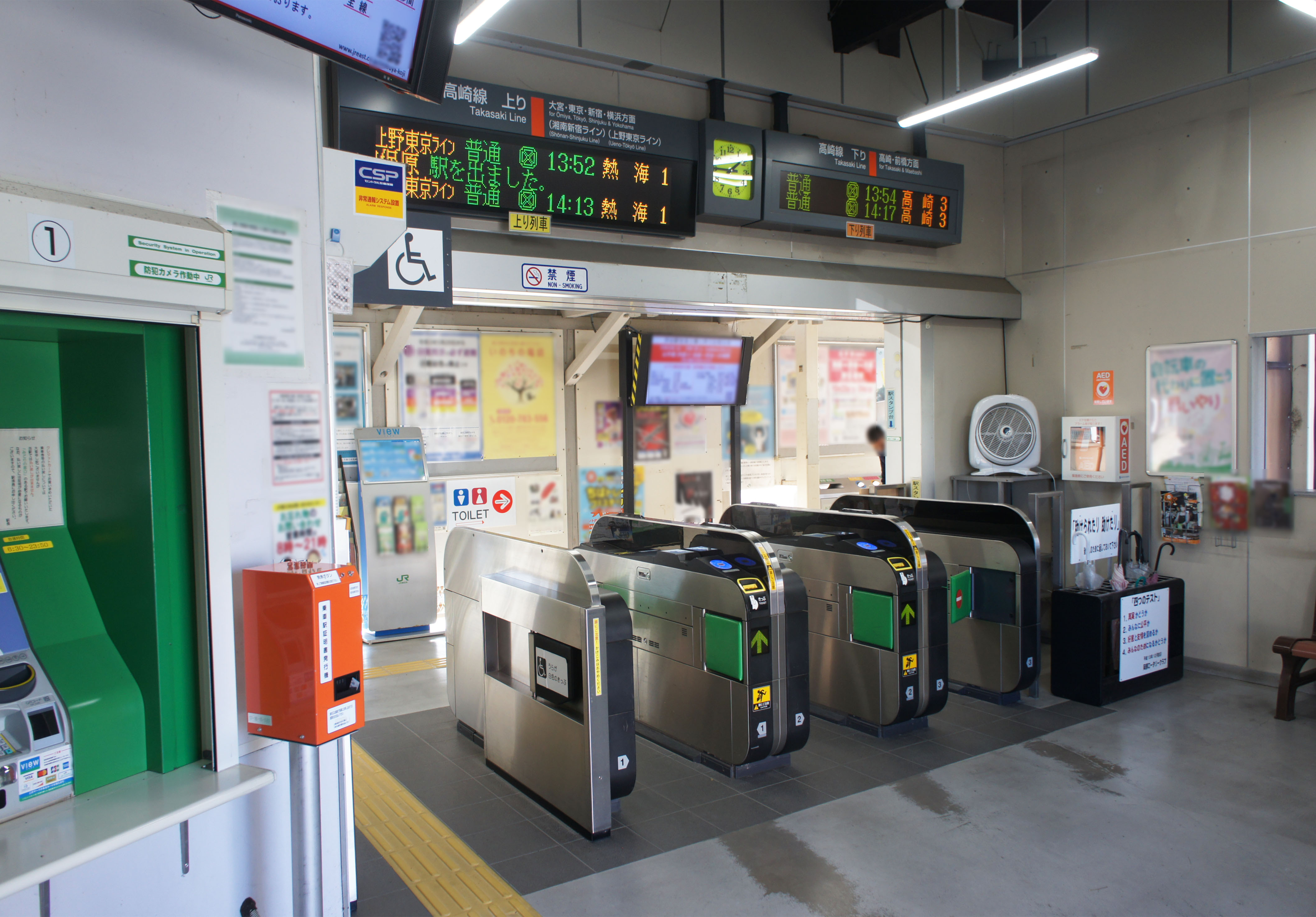
驗票口（2021年10月）
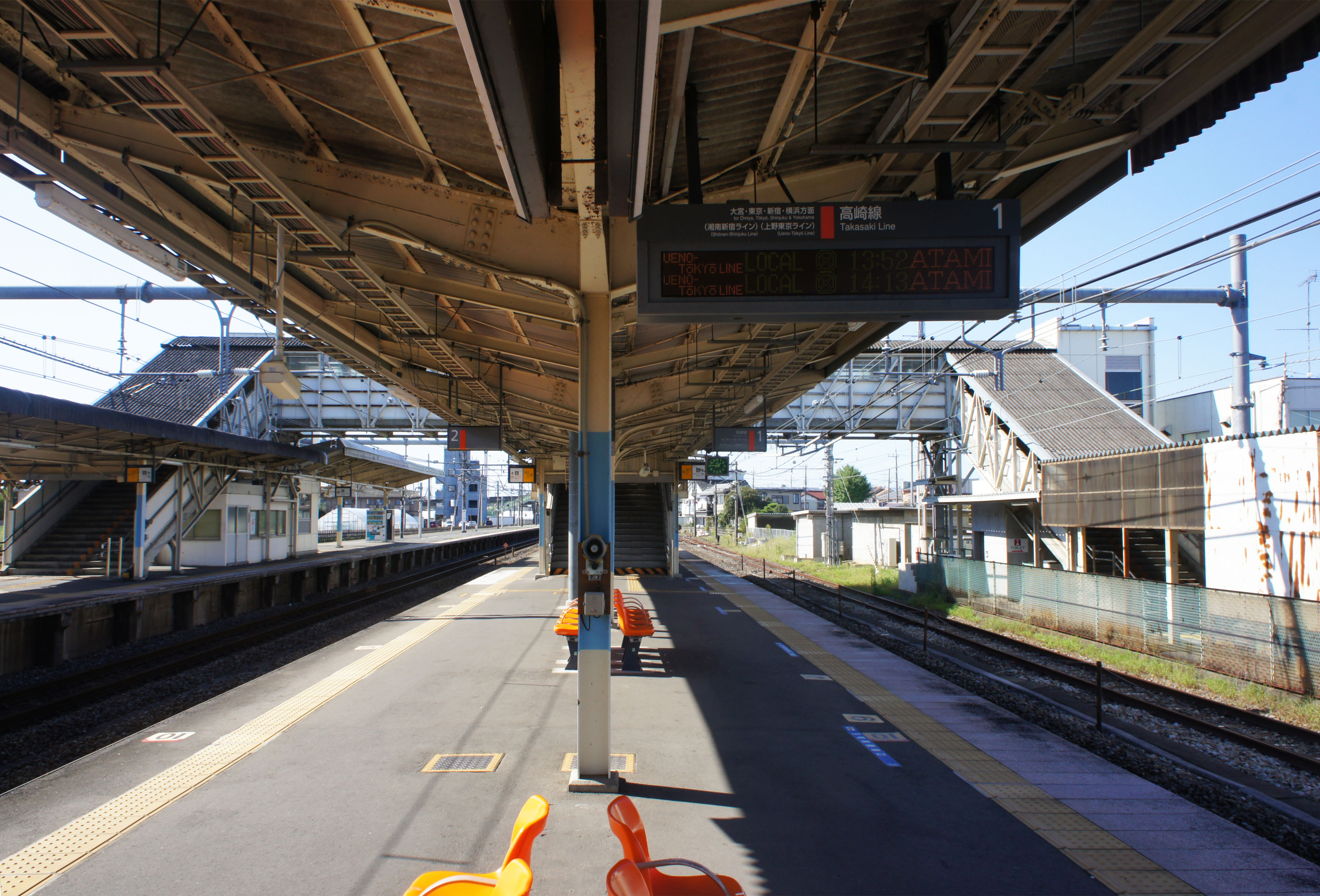
1號與2號月台（2021年10月）
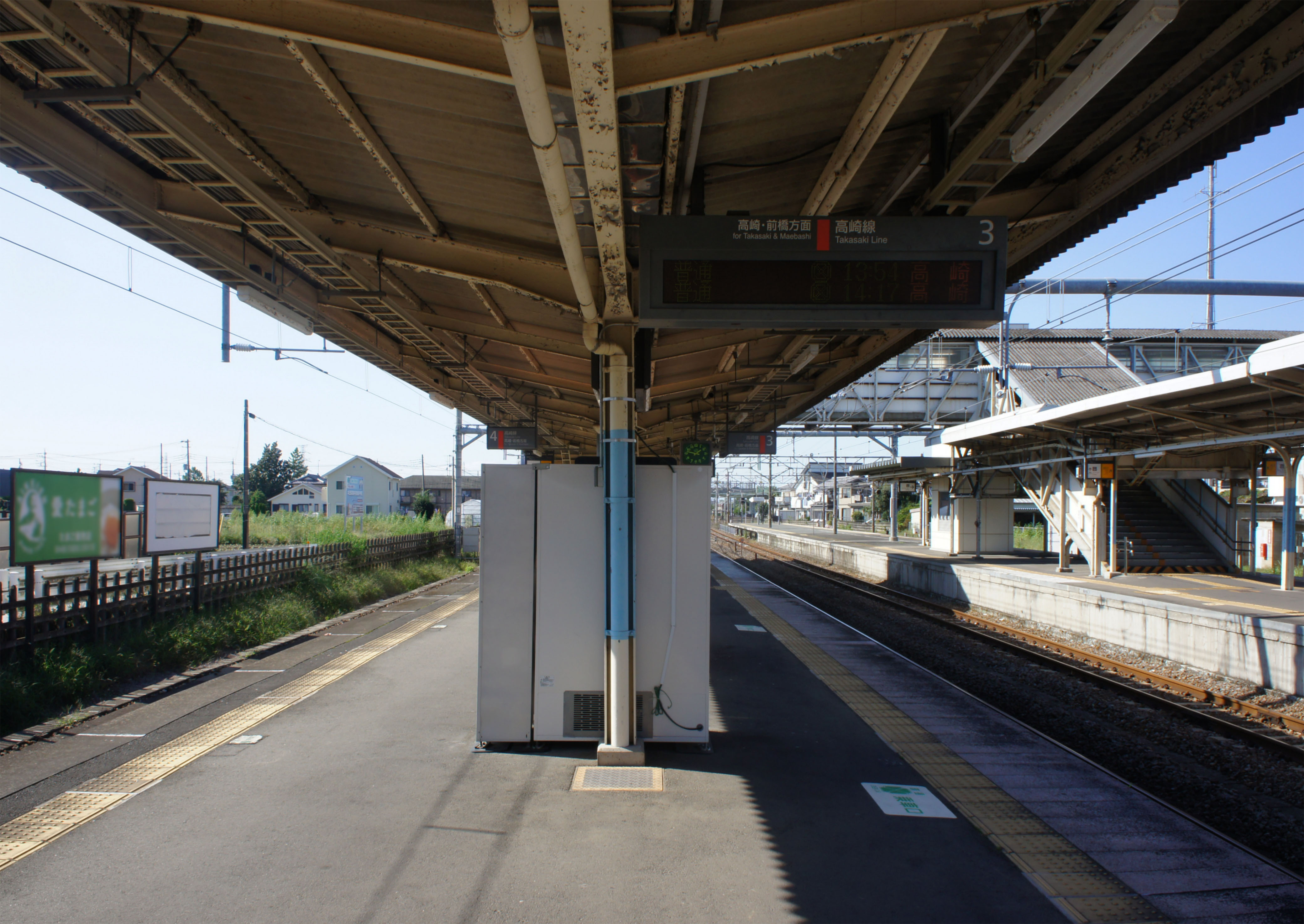
3號與4號月台（2021年10月）

## 使用情況
2019年（令和元年）度1日平均上車人次為3,183人。
近年的1日平均上車人次推移如下表。
| 年度               | 1日平均 上車人次 | 來源     |
| ------------------ | ---------------- | -------- |
| 1990年（平成02年） | 2,931            |          |
| 1991年（平成03年） | 3,117            |          |
| 1992年（平成04年） | 3,262            |          |
| 1993年（平成05年） | 3,298            |          |
| 1994年（平成06年） | 3,290            |          |
| 1995年（平成07年） | 3,133            |          |
| 1996年（平成08年） | 3,107            |          |
| 1997年（平成09年） | 2,993            |          |
| 1998年（平成10年） | 3,094            |          |
| 1999年（平成11年） | 3,136            | [ * 1 ]  |
| 2000年（平成12年） | 3,145            | [ * 2 ]  |
| 2001年（平成13年） | 3,079            | [ * 3 ]  |
| 2002年（平成14年） | 3,070            | [ * 4 ]  |
| 2003年（平成15年） | 3,167            | [ * 5 ]  |
| 2004年（平成16年） | 3,232            | [ * 6 ]  |
| 2005年（平成17年） | 3,211            | [ * 7 ]  |
| 2006年（平成18年） | 3,201            | [ * 8 ]  |
| 2007年（平成19年） | 3,150            | [ * 9 ]  |
| 2008年（平成20年） | 3,195            | [ * 10 ] |
| 2009年（平成21年） | 3,085            | [ * 11 ] |
| 2010年（平成22年） | 3,129            | [ * 12 ] |
| 2011年（平成23年） | 3,154            | [ * 13 ] |
| 2012年（平成24年） | 3,184            | [ * 14 ] |
| 2013年（平成25年） | 3,344            | [ * 15 ] |
| 2014年（平成26年） | 3,197            | [ * 16 ] |
| 2015年（平成27年） | 3,263            | [ * 17 ] |
| 2016年（平成28年） | 3,247            | [ * 18 ] |
| 2017年（平成29年） | 3,227            | [ * 19 ] |
| 2018年（平成30年） | 3,151            | [ * 20 ] |
| 2019年（令和元年） | 3,183            |          |

## 歷史
- 1909年（明治42年）12月16日－日本國鐵岡部站開業。
- 1972年（昭和47年）7月1日－停辦貨運服務（專用線貨運服務除外）。
- 1984年（昭和59年）2月1日－停辦行李託運服務。
- 1987年（昭和62年）4月1日－國鐵分割民營化，本站由JR東日本和JR貨物接手管理。
- 2001年（平成13年）11月18日－智能卡系統Suica正式投入服務。
- 2006年（平成18年）2月23日－劃位車票售票機投入服務。
- 2012年（平成24年）
  - 2月20日－停用。
  - 2月21日－多用途售票機啟用。

## 相鄰車站
東日本旅客鉄道
■高崎線
■特別快速、■快速「Urban」、■普通
深谷－岡部－本庄

### 使用情況
1. ↑  埼玉県統計年鑑 （页面存档备份，存于） - 埼玉県
2. ↑  統計 （页面存档备份，存于） - 深谷市

JR東日本2000年度以後上車人次
1. ↑  各駅の乗車人員（2000年度） （页面存档备份，存于） - JR東日本
2. ↑  各駅の乗車人員（2001年度） （页面存档备份，存于） - JR東日本
3. ↑  各駅の乗車人員（2002年度） （页面存档备份，存于） - JR東日本
4. ↑  各駅の乗車人員（2003年度） （页面存档备份，存于） - JR東日本
5. ↑  各駅の乗車人員（2004年度） （页面存档备份，存于） - JR東日本
6. ↑  各駅の乗車人員（2005年度） （页面存档备份，存于） - JR東日本
7. ↑  各駅の乗車人員（2006年度） （页面存档备份，存于） - JR東日本
8. ↑  各駅の乗車人員（2007年度） （页面存档备份，存于） - JR東日本
9. ↑  各駅の乗車人員（2008年度） （页面存档备份，存于） - JR東日本
10. ↑  各駅の乗車人員（2009年度） （页面存档备份，存于） - JR東日本
11. ↑  各駅の乗車人員（2010年度） （页面存档备份，存于） - JR東日本
12. ↑  各駅の乗車人員（2011年度） （页面存档备份，存于） - JR東日本
13. ↑  各駅の乗車人員（2012年度） （页面存档备份，存于） - JR東日本
14. ↑  各駅の乗車人員（2013年度） （页面存档备份，存于） - JR東日本
15. ↑  各駅の乗車人員（2014年度） （页面存档备份，存于） - JR東日本
16. ↑  各駅の乗車人員（2015年度） （页面存档备份，存于） - JR東日本
17. ↑  各駅の乗車人員（2016年度） （页面存档备份，存于） - JR東日本
18. ↑  各駅の乗車人員（2017年度） （页面存档备份，存于） - JR東日本
19. ↑  各駅の乗車人員（2018年度） （页面存档备份，存于） - JR東日本
20. ↑  各駅の乗車人員（2019年度） （页面存档备份，存于） - JR東日本

埼玉縣統計年鑑
1. ↑  .   [2020-05-16]. （原始内容存档于2020-02-02）.
2. ↑  .   [2020-05-16]. （原始内容存档于2020-02-02）.
3. ↑  .   [2020-05-16]. （原始内容存档于2020-02-02）.
4. ↑  .   [2020-05-16]. （原始内容存档于2020-02-02）.
5. ↑  .   [2020-05-16]. （原始内容存档于2020-02-02）.
6. ↑  .   [2020-05-16]. （原始内容存档于2020-02-02）.
7. ↑  .   [2020-05-16]. （原始内容存档于2020-02-02）.
8. ↑  .   [2020-05-16]. （原始内容存档于2020-02-02）.
9. ↑  .   [2020-05-16]. （原始内容存档于2020-02-02）.
10. ↑  .   [2020-05-16]. （原始内容存档于2020-02-02）.
11. ↑  .   [2020-05-16]. （原始内容存档于2020-02-02）.
12. ↑  .   [2020-05-16]. （原始内容存档于2020-02-02）.
13. ↑  .   [2020-05-16]. （原始内容存档于2020-02-02）.
14. ↑  .   [2020-05-16]. （原始内容存档于2020-02-02）.
15. ↑  .   [2020-05-16]. （原始内容存档于2020-02-02）.
16. ↑  .   [2020-05-16]. （原始内容存档于2020-02-02）.
17. ↑  .   [2020-05-16]. （原始内容存档于2020-02-02）.
18. ↑  .   [2020-05-16]. （原始内容存档于2020-02-02）.
19. ↑  .   [2020-05-16]. （原始内容存档于2020-02-02）.
20. ↑  .   [2020-05-16]. （原始内容存档于2020-03-18）.

## 外部連結
- 車站資訊（岡部）：東日本旅客鐵道

36°12′21″N 139°14′16″E / 36.205876°N 139.23764°E